# Визенталь (Тюрингия)
Ви́зенталь (нем. Wiesenthal) — община в Германии, в земле Тюрингия.
Входит в состав района Вартбург. Подчиняется управлению Дермбах. Население составляет 756 человек (на 31 декабря 2010 года). Занимает площадь 13,57 км².